# Stamenti
Pour les articles homonymes, voir Bracci.
Les  Stamenti (dits aussi  Bracci) sont les trois éléments qui constituent le parlement sarde d'origine féodale. Ces organes sont formés des représentants des classes ecclésiastique, militaire et royale. Les représentants de chaque  Stamento sont respectivement l'archevêque de Cagliari, le seigneur féodal le plus influent et le conseiller chef de Cagliari.

## Histoire
Pendant la domination catalane puis espagnole, les Stamenti avaient leur mot à dire dans le gouvernement de l'île, notamment en matière d'approbation fiscale. Jusqu'à la fin du XVIIe siècle, ils se réunissaient généralement tous les dix ans. Sous le règne de la Maison de Savoie, ils ne furent convoqués qu'en 1720 et 1721, après quoi une petite commission réunie tous les trois ans représentait les  stamenti, notamment en matière fiscale. En 1793, lors de la tentative d'invasion française, les  Stamenti se rassemblèrent de leur propre initiative et, après une défense réussie, réclamèrent plus de droits pour la noblesse sarde, ce qui fut rejeté, provoquant un soulèvement populaire le 28 avril 1794, toujours commémoré dans la région autonome de Sardaigne sous le nom de « Die de sa Sardigna » (« Jour de la Sardaigne »). En 1847, les  Stamenti votèrent la fusion constitutionnelle avec les possessions continentales de Savoie, enterrant l'autonomie sarde pendant environ 100 ans. La Sardaigne était représentée par des députés envoyés sur le continent au sein de la  Chambre des députés fondée en 1848. Ce n'est qu'en 1949 que la Sardaigne reçut à nouveau son propre parlement régional.

## Composition
L'assemblée des domaines se composait de trois  stamenti ou  bracci , qui représentaient les domaines habituels de l'époque , le  stamento ecclesiastico ( haut clergé ), le  stamento militare (ou baronale ) (nobles seigneurs féodaux), le  stamento civile (ou demaniale) ) où figuraient les représentants des villes de Cagliari , Sassari , Alghero , Oristano , Iglesias , Bosa et Castel Aragonese.